# Quang Khải
Quang Khải là một xã thuộc huyện Tứ Kỳ, tỉnh Hải Dương, Việt Nam.
Xã Quang Khải có diện tích 6,56 km², dân số năm 1999 là 5857 người, mật độ dân số đạt 893 người/km²
Xã Quang Khải là tên gọi của sau Cách mạng tháng 8 năm 1945 sau khi đã sáp nhập 3 xã cũ: Nhũ Tỉnh (nghĩa là "giếng vũ sữa"), Đồng Quang (có làng Thượng và làng Bến) và Vũ Xá (có làng Mạc và làng Tông). Trong đó, một phần đất của xã Vũ Xá từng là thành của phủ Tứ Kỳ.